# Бухарбайколь
Бухарбайколь (каз. Бұқарбайкөл) — озеро в Костанайском районе Костанайской области Казахстана. Находится в 5 км к юго-западу от посёлка Шишкинский.
По данным топографической съёмки 1943 года, площадь поверхности озера составляет 1,13 км². Наибольшая длина озера — 1,6 км, наибольшая ширина — 1,1 км. Длина береговой линии составляет 4,2 км, развитие береговой линии — 1,1. Озеро расположено на высоте 176,9 м над уровнем моря.